# Іджешть (Васлуй)
Іджешть, Іджешті (рум. Igești) — село у повіті Васлуй в Румунії. Входить до складу комуни Бледжешть.
Село розташоване на відстані 241 км на північний схід від Бухареста, 57 км на південь від Васлуя, 116 км на південь від Ясс, 80 км на північ від Галаца.

## Населення
За даними перепису населення 2002 року у селі проживали 336 осіб, усі — румуни. Усі жителі села рідною мовою назвали румунську.